# Asbagh-ibn-Wekîl
Asbagh-ibn-Wekîl, noto anche con il soprannome di Ferghalush (... – Caltanissetta, 830) è stato un avventuriero e un comandante militare di origine berbera che partecipò alla conquista islamica della Sicilia.
Originario dalla tribù berbera degli Hawwāra, Asbagh arrivò in Sicilia nell'830 dalla Spagna per conto dell'emirato omayyade di Córdoba di al-Andalus. Assunse il comando di una flotta militare che fu inviata per rompere l'assedio bizantino contro le truppe musulmane intrappolate a Mineo.
La situazione per l'esercito musulmano in Sicilia era infatti molto critica. I Bizantini avevano formalmente il controllo di quasi tutto il territorio. Solo Mazara era in mano araba e l'unico presidio arabo, Mineo, fu assediato dalle truppe bizantine di Teodoto. Asbagh, con i rinforzi ulteriori provenienti dall'Ifriqiya, da parte dell'emiro di Kairouan, prese il controllo delle operazioni militari in Sicilia e riuscì a porre fine all'assedio di Mineo. Teodoto venne ucciso nel luglio/agosto 830, e l'esercito arabo, abbandonando Mineo, si diresse verso Castrogiovanni (l'odierna Enna) dove i Bizantini si erano ritirati. Asbagh e le sue truppe, per avere la via libera per Girgenti, conquistarono la vicina cittadina di Ghallûia, forse Calloniana, città che si trovava nei pressi di Caltanissetta (o secondo un'altra interpretazione Barrafranca), con l'obiettivo di controllare il territorio a ovest del Salso. Poco dopo, tuttavia, un'epidemia colpì l'esercito musulmano uccidendo parecchi soldati, tra cui lo stesso Asbagh. Il numero degli arabi era così ridotto che dovettero abbandonare la città e ritirarsi a ovest. Molti si imbarcarono e tornarono in parte in Africa e la maggior parte in Spagna.

## Contributo strategico di Asbagh
Con il controllo da parte di Asbagh del territorio a ovest del Salso, i contingenti musulmani si diressero verso Palermo. La città di Palermo non poteva più ricevere i rinforzi bizantini, perché l'esercito bizantino era concentrato a Castrogiovanni. Inoltre con l'abbandono della città di Ghallûia, alcuni soldati musulmani si mossero verso Palermo, rafforzando l'assedio della città. Palermo fu assediata l'anno dopo da Othman-ibn-Kohreb, e l'assedio dell'830-831 fu un episodio decisivo della conquista musulmana della Sicilia.